# Бої за Азовсталь
Оборона «Азовсталі» (також битва за «Азовсталь», штурм «Азовсталі») — бойові дії, що тривали з 18 березня до 16 травня 2022 року на території маріупольського металургійного комбінату «Азовсталь». Це відбувалося в рамках боїв за Маріуполь під час російського вторгнення в Україну. Російські війська тривалий час тримали облогу меткомбінату, 16 травня український гарнізон здався у полон за наказом вищого керівництва держави.

## Передісторія
24 лютого 2022 року, після телевізійного звернення президента Росії Володимира Путіна, окупаційні російські війська атакували територію України, в тому числі й місто Маріуполь. 27 лютого російські війська наблизились до західних околиць міста з окупованого Криму, а вже 2 березня місто було оточене.
Особливістю «Азовсталі» є те, що це величезний металургійний комплекс, який мав складну систему глибоких підземних укриттів і комунікацій. Завод за розміром був більшим від багатьох міст України, він розділяв Маріуполь на дві частини. Завод побудований безпосередньо на березі Азовського моря. Така структура дала змогу українським військовикам перетворити підприємство на фортецю.
З початку боїв за Маріуполь на заводі знайшла притулок велика кількість цивільного населення, що ховалися від постійних обстрілів і бомбардувань окупантів.

## Облога
Керування обороною міста Маріуполь взяв на себе окремий загін спеціального призначення «Азов», у зв'язку із некомпетентністю інших підрозділів.[джерело?]
10 квітня, більш ніж через місяць після початку вторгнення, російським силам вдалося повністю взяти в облогу українських військовиків, що залишилися на території комбінату «Азовсталь», проте внаслідок проведених українськими силами фортифікаційних робіт наземний штурм став дуже ускладненим.
13 квітня сили оборони заводу поповнили військовослужбовці 36-ї окремої бригади морської піхоти ВМС ЗСУ імені контрадмірала Михайла Білінського, під командуванням Сергія Волинського, які прорвалися з оточення на металургійному комбінаті імені Ілліча. Російським військам не вдалося досягти значних успіхів під час спроб штурму території металургійного комбінату. Для придушення українського опору росіяни влаштували блокаду території комплексу та піддавали її щільним артилерійським і ракетним обстрілам, а також бомбардуванням, у тому числі із застосуванням стратегічної авіації.
Дії російських військ на території «Азовсталі» спричинили гуманітарну катастрофу: українські військовики, які опинилися замкненими в підземеллях комплексу разом із цивільними, відчували гостру нестачу води, їжі, лікарських засобів, боєприпасів. Українська сторона стверджувала, що через відсутність стерильних пов'язок, медичних інструментів і антибіотиків поранені воїни приречені на ампутацію пошкоджених кінцівок або на смерть від сепсису.
15 квітня сили оборони заводу поповнили військовослужбовці полку Азов та інших підрозділів, які боронили правий берег Маріуполя. В ніч з 15 на 16 квітня оборонці правого берега здійснили успішний прорив з облоги на завод Азовсталь.[джерело?]
Також у квітні сили оборони заводу поповнили військовослужбовці 36-ї окремої бригади морської піхоти, які боронили Маріупольський морський торговельний порт.[джерело?]
18 квітня за словами заступника командира полку Азов Святослава Паламара невелика група військовослужбовців полку Азов потрапила в оточення російських військовослужбовців, та були вимушені здатися у полон, але російські окупанти вбили азовців, не дивлячись на те, що військові склали зброю. Також за словами заступника полку російські окупанти сфотографували труп українського військового, та скинули його матері.[джерело?]
Російське керівництво декілька разів в ультимативній формі вимагало від сил оборони припинити спротив, пропонуючи вихід на контрольовану українською владою територію після повної здачі зброї, проте українські воїни відмовилися капітулювати, вважаючи, що російські війська, як завжди, обмануть і знищать українських захисників. Російські окупанти систематично відмовлялися дозволити оточеним на «Азовсталі» людям покинути Маріуполь, зокрема, за твердженнями української сторони, блокуючи гуманітарні коридори навіть цивільних. Пропозицію вивезення українських військовиків на територію третьої країни, яку підтримав Президент Туреччини Реджеп Таїп Ердоган, російські окупанти також відкинули.
7 травня вдалося евакуювати цивільних.
Станом на 16 травня на металургійному комбінаті «Азовсталь» перебувало 600 поранених захисників, 40 бійців були у дуже важкому стані.
16 травня український гарнізон здався у полон за наказом вищого керівництва держави. В наступні дні російські окупанти почали часткову «евакуацію» українських захисників із заводу. 53 (за іншими даними — 52) особи вивезли на окуповану росіянами територію до міста Новоазовськ, ще 211 осіб доставили до смт Оленівка.

## Полон захисників «Азовсталі»

### Утримання та обміни
Основну частину захисників «Азовсталі» російські окупанти утримували в селищі Оленівка та місті Новоазовськ на тимчасово окупованих територіях України. За деякою інформацією, командирів батальйону «Азов» російська сторона направила у Москву на територію Лефортовської тюрми.
29 червня відбувся обмін полоненими, внаслідок якого в Україну повернулося 144 оборонці України, з них 95 оборонців Маріуполя та Азовсталі.
Влітку почали з'являтися численні повідомлення про те, що російські окупанти готують так званий «суд» над захисниками «Азовсталі», полком «Азов», який мав відбутися 24 серпня 2022 року на День незалежності України. 22 серпня український президент Володимир Зеленський заявив, що якщо так званий «суд» відбудеться, Україна відмовиться від будь-яких переговорів з Росією. 24 серпня так званого «судового процесу» не відбулося.
В ніч з 21 на 22 вересня у Чернігівській області на білорусько-українському кордоні відбувся обмін полоненими, внаслідок якого додому повернулося 200 оборонців України, з них 182 захисників Азовсталі та Маріуполя. Водночас до Туреччини, в місто Анкара, прибули 5 командирів підрозділів, які боронили Азовсталь та Маріуполь — Прокопенко Денис, Паламар Святослав, Сергій Волинський, Олег Хоменко та Денис Шлега, яких також обміняли. За домовленостями, вони повинні були знаходитись у Туреччині до кінця війни під відповідальність президента Туреччини Реджепа Ердогана. Російська сторона ж отримала Віктора Медведчука, російського агента, якого Служба безпеки України заарештувала 12 квітня, та 55 російських військових, яких українські військові взяли у полон під час контрнаступу Збройних сил України в серпні-вересні 2022. Також в цей час приземлився літак у Саудівській Аравії, у якому було 10 іноземців, яки воювали за Україну, яких також обміняли. Серед обміняних іноземців було 5 громадян Великої Британії (один з них — Ейден Аслін), 2 громадяни США, 1 громадянин Швеції, 1 громадянин Марокко та 1 громадянин Хорватії. Посередниками у цьому обміні були Туреччина та Саудівська Аравія.[джерело?]

### Теракт в Оленівці
28 липня на території виправної колонії № 120 в Оленівці, де утримувалися захисники «Азовсталі», російські окупанти вчинили масове вбивство полонених, внаслідок якого загинуло 53 бійців полку «Азов», ще 130 отримали поранення. 30 липня 2022 року родини військовополонених вийшли на протест на Софійську площу в Києві із закликами до міжнародної спільноти визнати Росію державою — спонсором тероризму і домогтися обміну полонених, зокрема дружина командира полку «Азов» Катерина Прокопенко наголосила, що коли захисники «Азовсталі» склали зброю та були взяті у полон, ООН та Міжнародний комітет Червоного Хреста запевняли, що їхньому життю та здоров'ю нічого не загрожуватиме. Водночас Уповноважений Верховної Ради України з прав людини Дмитро Лубінець запросив Червоний Хрест допомогти потрапити на місце злочину в Оленівку.
18 вересня російські ЗМІ повідомили, що під час обстрілу колонії в Оленівці загинув 1 український військовополонений, та 4 зазнали поранень.

### Суди над військовополоненими
На території Росії неодноразово відбувались судові процеси над військополоненими, що обороняли Азовсталь. Так, 14 червня 2023 суд у Ростові-на-Дону розглядав справу 22 військовополонених. У 2024 році 11 азоівців вдалося повернути в ході обміну військовополоненими. 26 березня 2025 році судді Ростовського суду винесли вироки від 12 до 23 років ув'янення, таким чином 12 азовців, залишились в ув'язненні.

## Подальші події
21 червня російські окупанти проводили розмінування комбінату, під час якого пролунав вибух, в результаті чого загинуло декілька окупантів.

## Оцінки
Український металургійний комбінат «Азовсталь» став осередком спротиву української армії у відповідь на російську збройну агресію проти України. Він став символом нескореності українських воїнів.[джерело?]

## У культурі
- 22 квітня 2022 року, гурт «Океан Ельзи» оприлюднив пісню «Місто Марії», присвячену захисникам Маріуполя.[38]

- 14 травня 2022 року, під час переможного виступу на Євробаченні 2022, учасники гурту «Kalush Orchestra» закликали допомогти Маріуполю й людям на «Азовсталі».[39]

- 22 травня 2022 року, гурт «Kozak System» оприлюднив пісню «АЗОВ-СТАЛЬ», присвячену всім захисникам Маріуполя, що 83 дні мужньо стримували ворога.[40]

## Вшанування пам'яті
- У містах Ізмаїл та Покровськ є вулиці Героїв Азовсталі.[41]
- У місті Черкаси є вулиця Захисників Азовсталі.[42]